# パウリーナ・リゴツカ
パウリーナ・リゴツカ＝アンドジェフスカ（ポーランド語: Paulina Ligocka-Andrzejewska、1984年5月25日 - ）はポーランド・グリヴィツェ出身のスノーボード選手。現在はチェコとの国境付近のチェシンに住んでいる。
2006年の3月のスノーボード・ワールドカップのハーフパイプでは総合6位になった。また、2006年のトリノオリンピックにも出場し、開会式ではポーランド選手団の旗手も務めた。競技ではハーフパイプで17位に終わった。